# 島田孝一

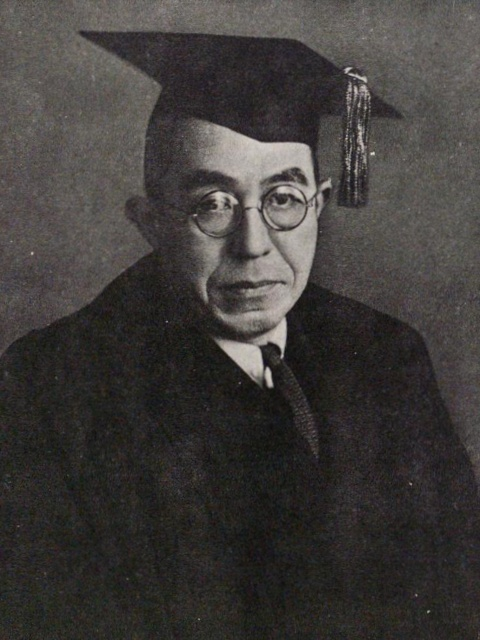
島田孝一

島田 孝一（しまだ こういち、1893年（明治26年） - 1987年（昭和62年））は、日本の交通経済学者。商学博士。
早稲田大学名誉教授。第6代早稲田大学総長（1946年 - 1954年）、流通経済大学初代学長（1965年-1974年）、日本交通学会初代会長（1941年-1973年）。初代日本私立大学連盟会長（1951年 - 1955年）。

## 来歴
東京麹町の番町（現・千代田区四番町）で生まれた。島田三郎の長男。父・三郎は民権運動の功労者で、衆議院議長に挙げられた。
1906年に東京高等師範学校附属小学校（現、筑波大学附属小学校）、1911年に東京高等師範学校附属中学校（現、筑波大学附属中学校・高等学校）を卒業。
1917年、早稲田大学大学部商科を卒業。ペンシルベニア大学ウォートン・スクールへ留学、帰国後は早大にて交通経済学、鉄道経済論、電車及自動車論等を講じた。
太平洋戦争（大東亜戦争）の敗戦後、GHQ/SCAP（連合国軍最高司令官総司令部）による教育機関の民主化、反軍国主義化の苛烈な措置が取られてゆく中で、早稲田大学においても大学総長の公選制が導入され、1946年5月の総長選においては敗戦による歴史観の転換を受け、当時の史学界でカリスマ的な存在となりつつあった津田左右吉が選出されたものの、津田が総長就任を固辞したため、再選挙の結果島田が当選し、同年9月より第六代早稲田大学総長に就任した。
占領下の学制改革による旧制大学から新制大学への移行に伴い大学が混乱する中で、専門部・夜間専門学校の廃止と第二学部の発足、教旨の改訂（第四節から「立憲帝国の忠良なる臣民として」の一文を削除）、新制大学院修士課程・博士課程の設置など、大学教育の制度や価値観が変わりゆく中、戦後の再出発を図る早稲田大学の環境整備に務めた。
1964年に早稲田大学を定年退職。日本通運株式会社に設けられた、大学設立準備委員会(学校法人日通学園及び流通経済大学設立のために設けられた組織)に、顧問として委嘱され、交通・物流関連のカリキュラム策定に携わる。
1965年、学校法人日通学園理事及び流通経済大学の学長に就任。
1974年、流通経済大学学長を退任。日通学園の理事は1984年まで継続。

## 人物
早稲田大学総長として私学の振興に尽くし、首都圏整備委員・都市交通審議会長等として交通対策樹立に貢献した。1967年に発足した国鉄諮問委員会の小委員会では主査を務め、赤字線区の整理を提言した「赤字83線」答申に関わった。
島田について流通経済大学学長の佐伯弘治は「資性温厚で、感情を露にされるようなことのない方であるが、時折、反権力的なキリッとした姿勢をのぞかせることがあった。」と述べている。
趣味は登山、スキー、ゴルフ。宗教はキリスト教。住所は東京都千代田区四番町、新宿区戸塚町。

## 栄典
- 1965年 - 勲一等瑞宝章[1]

## 家族・親族
島田家

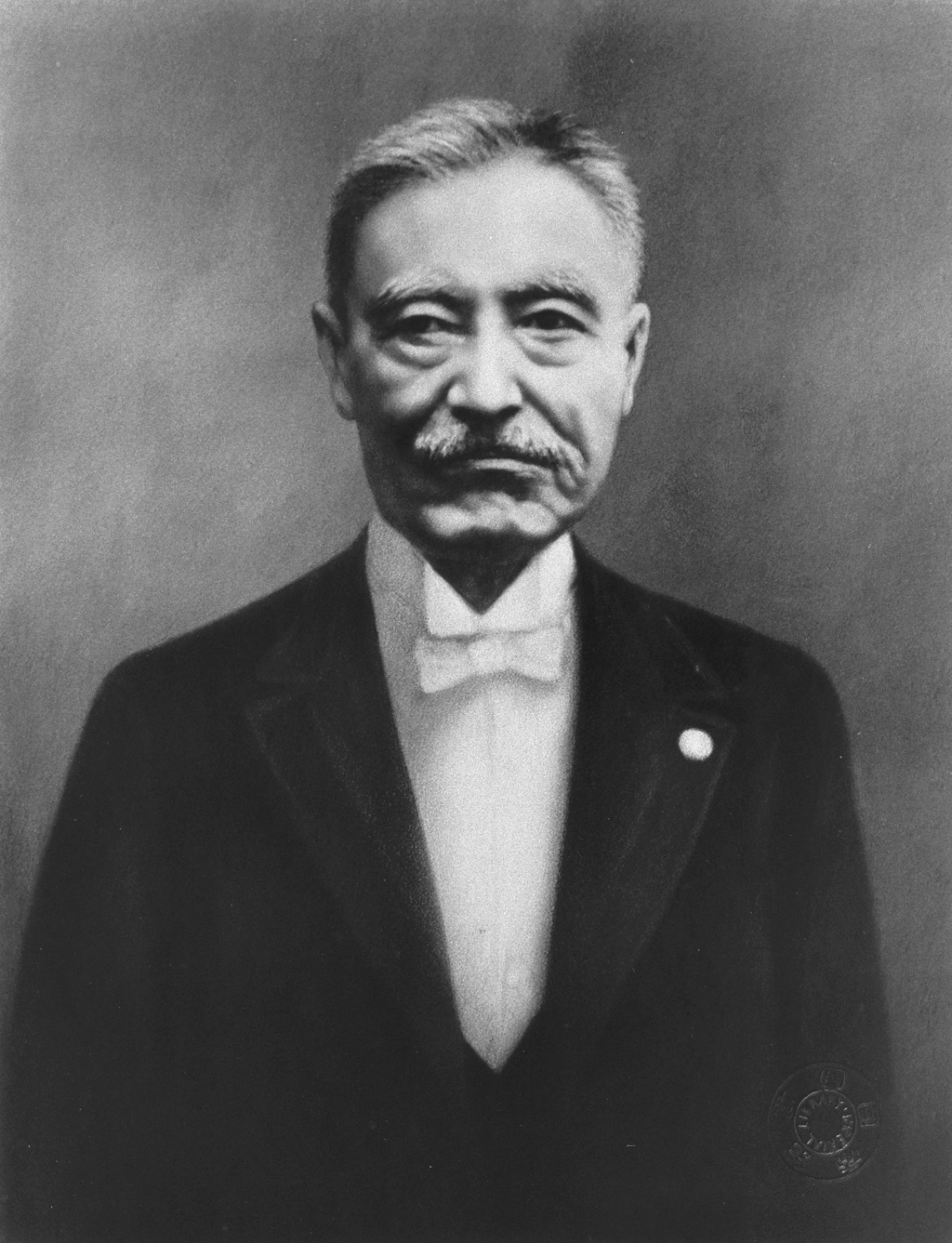
父・島田三郎

- 父・島田三郎（1852年 - 1923年） ‐ 神奈川県会議員、衆議院議員[12]、ジャーナリスト
- 母・信子（1873年 - ?) ‐ 横浜の資産家・西村喜三郎の長女[13][14]
- 妻・嘉津子（1904年 - ?、福井安次郎の二女）[2][4]

親戚
- 外祖父・西村喜三郎（-1910） ‐ 母の父。開港後の横浜で両替商「西村屋」を開いて成功し、1886年の金銀貨取引禁止により貿易商に転じた資産家で[15][16]、左右田金作、戸井嘉作らとともに横浜商品倉庫を創立して代表社員を務めた[17][18]。島田三郎の選挙運動の支援者[19]。
- 叔父・西村喜三郎（喜作、1876-） ‐ 母の弟。先代喜三郎の長男（喜作）で、家督を継ぎ、喜三郎を襲名[20]。絹織物商、金丸銃砲店代表（金丸謙次郎が1889年に創業した銃火薬店で、1906年に合資会社化[21]）、横浜商品倉庫代表社員、1913年にイギリス人のW.K.ウィルソンと共同で絹織物雑貨貿易の西村ウイルソン商会を設立[20][22]。妻きよは男爵佐藤進 (軍医)の養女[20]
- 叔父・西村潤蔵 (1880-) ‐ 母の弟。横浜タクシー自動車（神奈川都市交通の前身社のひとつ）専務取締役、兄と金丸銃砲店を経営[23]。妻のはる（1890-）は島田三郎の養女[23]。
- 叔父・西村昌祐 (1884-)  ‐ 金丸銃砲店社員。岳父に大儀見元一郎。[20]

## 著書

### 単著
- 『交通論講義案』早稲田泰文社、1926年2月。
- 『交通経済学概論』泰文社、1929年1月。
- 『自動車運送の経済学的研究』丸善、1932年7月。
- 『交通賃率の研究』東京泰文社、1933年6月。
- 『陸運経営論』東洋出版社〈経営学全集 第18巻〉、1935年5月。
- 『交通論』千倉書房、1937年。
- 『自動車及航空』春秋社〈鉄道交通全書 11〉、1937年1月。
- 『交通経済学研究』泰文社、1938年4月。
- 『陸運問題研究』丸善、1940年9月。
- 『交通政策』千倉書房、1942年3月。
- 『南方交通論』千倉書房、1943年12月。
- 『甘泉亭雑記 新日本の学生に贈る』一洋社、1948-012。
- 『米国鉄道政策研究』早稲田大学出版部〈早稲田選書〉、1954年5月。
- 『交通経済論』前野書店、1956年3月。
- 『早稲田とともに』島田孝一、1964年6月。

### 共編著
- 山下興家、島田孝一『我国機械工業の進むべき途・欧米航空事情』日本交通協会〈交通研究資料 第51輯〉、1938年12月。
- 島田孝一、中村佐一、中島正信、長場正利『東亜資源の開発と交通事業の経営・旧法幣の貨幣的性格・広域経済に於ける貿易決済機構・大東亜共栄圏に於ける法系樹立の基本理論』千倉書房〈興亜政治経済研究 第2輯〉、1942年1月。
- 島田孝一 著、早稲田大学人文科学研究所 編『米国における労働と経営』早稲田大学人文科学研究所、1947年6月。
- 島田孝一・大西邦敏・駒田錦一 編『日本と世界 政治・経済・社会的内容を主とするもの』（見本版）帝国書院、1957年5月。
- 島田孝一・大西邦敏・駒田錦一 編『日本と世界 政治・経済・社会的内容を主とするもの』帝国書院、1957年11月。